# Macroteleia pulchritinis
Macroteleia pulchritinis är en stekelart som beskrevs av Kononova 1992. Macroteleia pulchritinis ingår i släktet Macroteleia och familjen Scelionidae. Inga underarter finns listade i Catalogue of Life.